# فيليب أدريان رايت
فيليب أدريان رايت (بالإنجليزية: Philip Adrian Wright)‏ هو كاتب أغاني وموسيقي بريطاني، ولد في 30 يونيو 1956 في ويكفيلد في المملكة المتحدة.

## وصلات خارجية
- فيليب أدريان رايت على موقع IMDb (الإنجليزية)
- فيليب أدريان رايت على موقع ميوزك برينز (الإنجليزية)
- فيليب أدريان رايت على موقع قاعدة بيانات برودواي على الإنترنت (الإنجليزية)
- فيليب أدريان رايت على موقع أول ميوزيك (الإنجليزية)
- فيليب أدريان رايت على موقع ديسكوغز (الإنجليزية)